# 가야 (니제르)

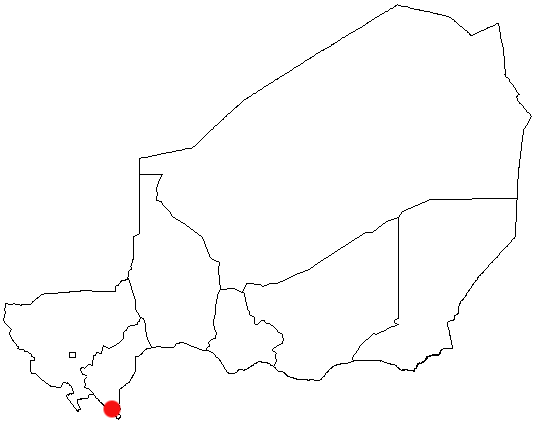
가야의 위치

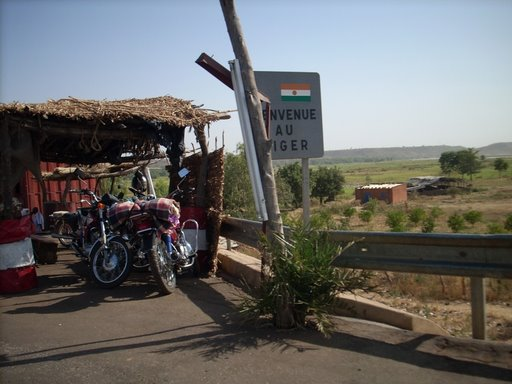
가야와 베냉 국경 사이를 연결하는 도로

가야(Gaya)는 니제르 남서부에 위치한 도시로, 행정 구역상으로는 디파주에 속한다. 인구는 28,385명(2001년 기준)이며 수도 니아메에서 남동쪽으로 254 km 정도 떨어진 곳에 위치한다. 나이저강과 접하며 베냉과 나이지리아 국경과 가까운 지점에 위치한다. 평균 강수량은 800 mm이다.